# Bătălia de la Lissa (1811)
Bătălia de la Lissa (sau bătălia de la Vis; în franceză bataille de Lissa; în italiană battaglia di Lissa; în croată Viška bitka) a fost o confruntare navală dusă între o escadrilă britanică de fregate și o escadrilă mai mare de fregate și nave mai mici franceze și italiene pe 13 martie 1811 în campania din Marea Adriatică⁠(d) din timpul Războaielor Napoleoniene. Lupta s-a dus în Marea Adriatică pentru posesiunea insulei de importanță strategică Lissa (astăzi cunoscută sub numele de Vis), de pe care escadrila britanică perturba transporturile maritime franceze în Adriatica. Francezii aveau nevoie de controlul asupra Adriaticii pentru a aproviziona armata în creștere din Provinciile Ilire⁠(d), și, prin urmare, au trimis în martie 1811 o forță de invazie formată din șase fregate, numeroase ambarcațiuni mai mici și un batalion de soldați italieni.
Forța franceză de invazie sub comanda lui Bernard Dubourdieu⁠(d) a fost întâmpinată de căpitanul William Hoste⁠(d) cu cele patru nave ale sale ancorate pe malurile insulei. În bătălia ce a urmat, Hoste a scufundat în nava-fanion franceză, le-a capturat pe celelalte două, și a risipit restul escadrile franco-venețiene. Bătălia a fost salutat ca o importantă victorie britanică, atât din cauza diferenței de forță, cât și din pricina semnalului dat de Hoste, un fost subordonat al lui Horatio Nelson. Hoste a înălțat o pancartă pe care scria „Amintiți-vă de Nelson”, în timp ce francezii atacau, după care a manevrat pentru a-l duce pe Dubourdieu la țărm și a-i împrăștia escadrila în ceea ce a fost descris ca „una dintre cele mai strălucite realizări navale ale războiului”.

## Context
Războaiele Napoleoniene, numele unei succesiuni de conflicte legate între ele, între armatele împăratului francez Napoleon și adversarii săi europeni, țineau de nouă ani, când s-a încheiat Războiul celei de a Cincea Coaliții în 1809. Tratatul de la Schönbrunn, care a urmat războiului, i-a dat lui Napoleon posesia asupra restului de coastă Adriatică ce nu se afla încă sub controlul său: Provinciile Ilire⁠(d). Aceasta a formalizat controlul pe care francezii deja și-l exercitau în Iliria din 1805 și asupra întregii Mări Adriatice de la Tratatul de la Tilsit⁠(d) din 1807. În Tratatul de la Tilsit, Rusia a acordat Franței controlul asupra Republicii Septinsulare⁠(d) și și-a retras forțele din regiune, lăsându-i lui Napoleon libertate de acțiune în Marea Adriatică. La Schönbrunn, Napoleon a declarat Provinciile Ilire ca parte a Franței metropolitane și, prin urmare, sub administrație franceză directă, spre deosebire de Regatul vecin al Italiei , care era nominal independent dar, în realitate, tot sub autoritatea personală a lui Napoleon. Astfel, Tratatul de la Schönbrunn a oficializat controlul lui Napoleon asupra aproape întregii coaste a Mării Adriatice și, în lipsa opoziției, îi permitea să transporte trupe și provizii în Balcani. Armata franceză formată în Provinciile Ilire era, în cele din urmă, destinată unei invazii a Imperiului Otoman, în colaborare cu rușii; cele două țări au semnat la Tilsit un acord de sprijin reciproc împotriva otomanilor.
Pentru a întrerupe pregătirea acestei armate, Marina Regală Britanică, care controla majoritatea Mediteranei după bătălia de la Trafalgar din 1805, a ocupat insula dalmată Lissa în 1807 și a folosit-o ca bază pentru raiduri asupra transporturilor maritime de coastă din Italia și Iliria. Aceste operațiuni au capturat zeci de nave și au provocat panică și tulburări ale strategiei franceze în regiune. Pentru a contracara aceasta, guvernul francez a demarat un mare program de construcții navale în porturile maritime italiene, în special în Veneția, și trimitea fregate proprii pentru a-și proteja transportul. Forțele franco-venețiene ale comodorului Bernard Dubourdieu⁠(d) nu au reușit să atragă forța britanică mai mică a lui William Hoste⁠(d) într-o acțiune concertată, unde numărul superior al navelor lui Dubourdieu să-și poată spune cuvântul. În schimb, escadrilele britanice și franceze de fregate s-au angajat într-o campanie de raiduri și contra-raiduri de-a lungul anului 1810.

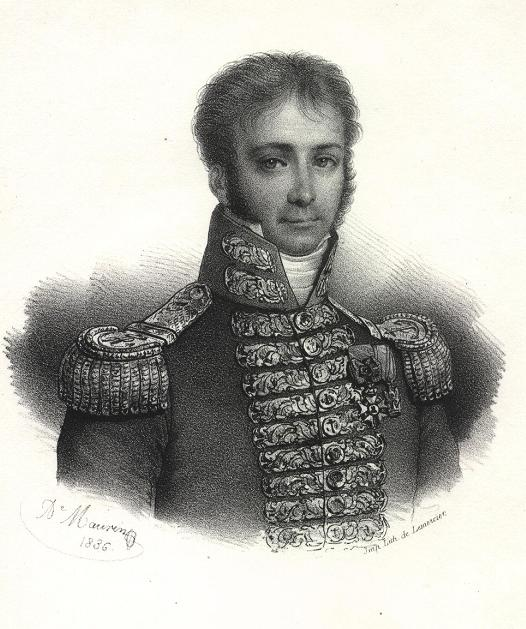
Căpitanul

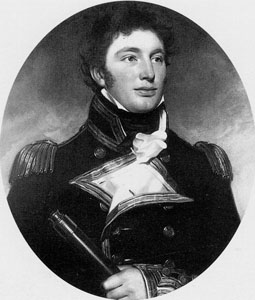
Căpitanul William Hoste

În octombrie 1810, Dubourdieu a debarcat cu 700 de soldați italieni pe Lissa în timp ce Hoste îi căuta în zadar pe francezi escadron Adriatica de Sud. Insula fusese lăsată sub comanda a doi aspiranți⁠(d), James Lew și Robert Kingston, care au retras toată populația din insulă în munții din centru, împreună cu proviziile lor. Trupele italiene au intrat în posesia orașului principal pustiu, Port St. George. Francezii și Italienii au ars mai multe nave în port și au capturat altele, dar au rămas pe insulă nu mai mult de șapte ore, retrăgându-se înainte de întoarcerea lui Hoste. Restul anului a fost liniștit, escadrila britanică câștigând superioritatea după ce a fost întărită cu nava de linie de rang al treilea⁠(d) HMS Montagu⁠(d).
La începutul lui 1811, campaniile de raiduri s-au reluat, și atacurile britanice de-a lungul coastei italiene l-au determinat pe Dubourdieu să pună la cale o a doua invazie a Lissei. Profitând de absența temporară a lui Montagu, Dubourdieu a adunat șase fregate și numeroase ambarcațiuni mai mici și a angajat peste 500 de soldați italieni sub comanda colonelului Alexander Gifflenga. Escadrila strânsă de Dubourdieu îi depășea pe britanici nu numai numeric în termeni de oameni și nave ci era și de două ori mai grea ca putere de foc. Dubourdieu planifica să copleșească escadrila de fregate a lui Hoste și apoi să invadeze și să captureze insula, ceea ce ar fi eradicat amenințarea britanică în Marea Adriatică pentru câteva luni.

## Lupta
Dubourdieu (în calitate de comodor) conducea un escadron format din șase fregate (patru cu 40 de tunuri și două cu 32), un bric cu 16 tunuri, două goelete, un xebec⁠(d) și două canoniere. Trei nave aparțineau Marinei Franceze, și celelalte — Marinei Regatului Italiei. În plus, escadrila ducea 500 de soldați italieni. În absența lui Montagu, escadrila lui Hoste consta din trei fregate (una de 38 de tunuri și două cu 32) și un post ship⁠(d) de 22 de tunuri. Insula Lissa în sine era apărată de un număr mic de trupe, sub comanda a doi aspiranți⁠(d).
Escadrila lui Dubourdieu a fost văzută apropiindu-se de insula Lissa, la orele 03:00 pe data de 12 martie 1811 de către căpitanul Gordon de pe nava HMS Active⁠(d), care condusese escadrila britanică din Portul St George într-o croazieră până la Ancona. Cotind spre vest, escadronul britanic i-a așteptat pe francezi să se apropie în linie, navigând de-a lungul coastei de nord a insulei, la o jumătate de milă de țărm. La 06:00, Dubourdieu se apropia de linia britanică dinspre nord-est în două divizii, conducând, de pe nava Favorite⁠(d) divizia vestică (pe direcția vântului). Dubourdieu spera să treacă înaintea lui Active în capul liniei britanice și să o treacă mai departe spre est cu Danaé⁠(d), care se afla în fruntea diviziei estice (din direcția vântului). Dubourdieu intenționa să rupă liniile britanice în două locuri și să distrugă escadrila britanică în schimbul de focuri.

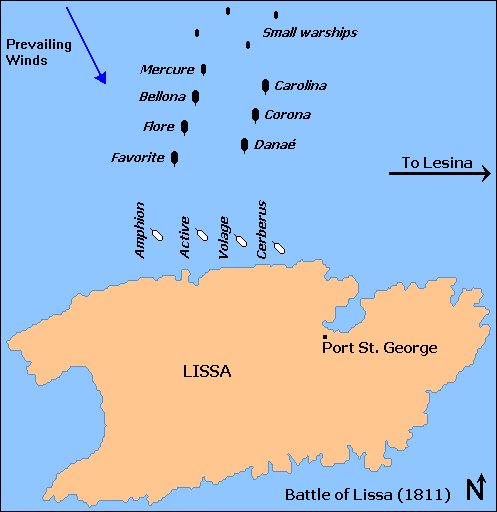
Fazele inițiale ale luptei

În următoarele trei ore, escadrilele au continuat să se apropie, vântul moderat limitându-le viteza la puțin peste trei noduri. Hoste, protejat al lui Nelson, și-a amintit efectul  semnalului lui Nelson⁠(d) dinaintea bătăliei de la Trafalgar și a dat și el un semnal: „Amintiți-vă de Nelson”, întâmpinat cu urale nestăvilite de pe vase. În timp ce se apropia de forța lui Hoste, Dubourdieu și-a dat seama nu va putea traversa prova lui Active din cauza vitezei navei britanice, și că nu va putea nici rupe linia lor din cauza distanței mici dintre vasele britanice. În schimb, el a căutat să atace a doua navă din linia britanică, port-drapelul lui Hoste, HMS Amphion⁠(d). Dubourdieu poseda nu numai un avantaj important în materie de număr de nave, ci și unul uman, soldații italieni de la bord oferindu-i posibilitatea de a copleși echipajele britanice dacă reușea să le abordeze. Primele salve ale luptei au fost trase de la ora 09:00, când britanicii au profitat de câmpul lor de tragere mai larg pentru a ataca navele franceze cele mai avansate, Favorite și Danaé, fără opoziție timp de mai multe minute. Escadrila franceză a nu a tras, Dubourdieu adunându-și trupele și marinarii la prova lui Favorite, pentru a maximiza efectul atacului inițial odată ce nava lui avea să vină în contact cu Amphion.
Hoste era conștient de intențiile lui Dubourdieu și de avantajul numeric al francezilor și, în consecință, a ordonat ca un obuzier de 140 mm de pe puntea lui Amphion să fie încărcat cu încărcătură triplă⁠(d) până când tunul conținea peste 750 de gloanțe de muschetă Odată ce Favorite a ajuns la câțiva metri de pupa lui Amphion, Host a dat permisiunea să se tragă cu acel tun și descărcarea a măturat instantaneu prova lui Favorite și trupa franceză și italiană de abordaj. Printre zecile de morți și răniți s-au numărat Dubourdieu și toți ofițerii fregatei, lăsându-l pe colonelul Gifflenga la comanda lui Favorite. Pe măsură ce Favorite și Amphion se apropiau, tirul a continuat între ariergarda britanică și divizia franceză din direcția vântului, condusă de Danaé. Mai multe dintre navele franceze au venit la un unghi la care își puteau aduce tunurile asupra lui HMS Cerberus⁠(d), cea mai din spate navă britanică, și ambele părți au tras de pe lateral una în cealaltă.

### Manevra lui Hoste
După moartea lui Dubourdieu, căpitanul Péridier de pe Flore⁠(d) a ordonat navelor franceze și venețiene să atace direct linia britanică. Favorite, avariat, a început cu o încercare de a ocoli Amphion și să tragă în anfiladă⁠(d) înainte de a o prinde la mijloc, cum intenționa inițial Dubourdieu. Restul escadrilei franco-venețiene a urmat această direcție și a încercat să profite de avantajul numeric față de escadrila britanică. Hoste era pregătit pentru această eventualitate și imediat a ordonat navelor sale să vireze în ampanaj⁠(d), întorcând spre sud și apoi spre est, pentru a inversa direcția. Această mișcare i-a derutat pe franco-venețieni și, ca urmare, formația escadrilei s-a dezorganizat. Favorite, care își pierduse aproape întregul efectiv de ofițeri, a fost în imposibilitatea de a răspunde suficient de repede la manevră și a intrat în coasta stâncoasă în derută, fiind pierdută definitiv.
Aruncată într-o confuzie și mai mare de pierderea lui Favorite, formația francezilor și venețienilor a început să se destrame, iar escadrila britanică a reușit să o ia înaintea adversarilor lor; cele mai avansate nave franceze, Flore și Bellona, au reușit să ajungă doar la Amphion, care acum era ariergarda liniei britanice. Amphion s-a pomenit prinsă între două fregate și aceasta a încetinit linia britanică de ajuns ca divizia de est a francezilor, condusă de Danaé, să reușească să lovească în HMS Volage⁠(d), devenită acum cea mai avansată navă britanică după ce a depășit-o pe Cerberus în timpul manevrei. Volage era mult mai mică decât adversara ei, dar era  înarmată cu caronade⁠(d) de 32 de livre, tunuri cu rază scurtă de acțiune care au produs daune atât de mari lui Danaé că nava franceză a fost forțată să se îndepărteze și să reatace de la distanță mai mare. Presiunea luptelor de la distanța aceasta mai mare a eliminat avantajul caronadelor de distanță mică ale lui Volage și au lăsat nava mult slăbită, cu doar un singur tun cu care puteau trage asupra inamicului.

### Urmărirea

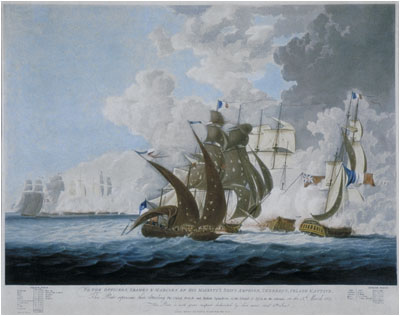
Bătălia de la Lissa, 13 martie 1811
Gravură de Henri Merke după o pictură de George Webster, 1812

În spatele lui Volage și al lui Danaé, Corona venețiană atacase pe Cerberus într-un duel de aproape, în care Cerberus a fost grav avariată, dar a provocat avarii similare și navei italiene. Acest schimb a continuat până când sosirea lui Active le-a făcut pe Danaé, Corona și Carolina să se retragă la est. În spate, Amphion a reușit să se apropie și să tragă în anfiladă asupra lui Flore, producând pierderi atât de grele că ofițerii navei au aruncat culorile franceze peste bord în semn de capitulare. Căpitanul Péridier a fost grav rănit în luptă, și nu a mai luat parte la mișcările ulterioare ale lui Flore. Amphion a atacat apoi Bellona și, într-o ciocnire care a durat până la ora 12:00, a obligat nava italiană să capituleze. În această luptă, nava mică Principessa Augusta a tras asupra lui Amphion de la distanță, până când fregata a reușit să întoarcă un tun către ea și să o respingă. Hoste trimis o barcă mică să ia în posesie Bellona, dar din cauza avariilor suferite, nu a reușit să lanseze o barcă să o ia și pe Flore. Realizând că Amphion este în dificultate, ofițerii de pe Flore, care făcuseră reparații rapide în timpul luptei dintre Amphion și Bellona, s-au îndreptat imediat către portul francez de pe Lesina (Hvar), deși deja capitulaseră.
Active, singura navă britanică în stare de luptă, a urmărit inamicul în retragere și a prins din urmă la ora 12:30 nava Corona în canalul dintre Lissa și insulița Spalmadon. Fregatele au manevrat una în jurul celeilalte timp de o oră; în timp ce căpitanii Gordon și Pasqualigo căutau cea mai bună poziție de a porni lupta. Fregatele au început lupta la 13.45, Active obligând Corona să capituleze după 45 de minute a izbucnit un incendiu la bordul navei italiene. Și Active suferise avarii grave și, întrucât escadrila britanică nu mai era suficient de puternică să continue lupta atacând restul escadrilei în portul său protejat de pe Lesina, bătălia a luat sfârșit. Supraviețuitorii escadrilei franco-venețiene ajunseseră cu toții în siguranță; Carolina și Danaé profitaseră de conflictul între Active și Corona să-și acopere retragerea, în timp ce Flore indicase tuturor navelor britanice pe lângă care trecuse că era capitulată și în posesie britanică în ciuda absenței oricărui ofițer britanic la bord. Odată ce Flore a ieșit dintre navele britanice, s-a retras spre siguranță, ajungând la bateriile de pe Lesina la scurt timp după Carolina și Danaé și înaintea urmăritorilor britanici. Navele mai mici din escadrila franco-venețiană s-au împrăștiat în ultimele faze ale luptei și au ajuns la Lesina independent.

### Încheierea

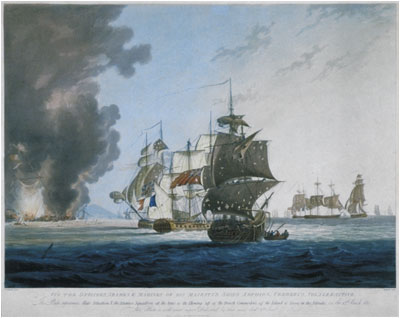
Fazele ulterioare ale bătăliei. ' poate fi văzută arzând în fundal.
Gravură de Henri Merke după o pictură de George Webster, 1812

Deși Favorite fusese distrusă, peste 200 de membri ai echipajului și soldați-pasageri au ajuns pe uscat și, după ce au dat foc navei lor, s-au pregătit să mărșăluiască asupra orașului Port St. George, sub conducerea colonelului Gifflenga. Doi aspiranți britanici rămași la comanda orașului au organizat populația britanică și indigenă într-o forță defensivă și au ieșit în întâmpinarea lui Gifflenga. Ofițerii britanici juniori l-au informat pe Gifflenga că revenirea escadrilei britanice va aduce un număr copleșitor de marinari, soldați și artilerie navală asupra micii lui forțe și că, dacă se predat imediat, ar putea primi condiții mai bune. Gifflenga a recunoscut că poziția sa este nesustenabilă și a capitulat. La Port St. George, canoniera venețiană Lodola s-a strecurat neobservată în port și aproape a capturat o navă siciliană de corsari, Vincitore. Raiderul a fost respins de restul garnizoanei din oraș fără a lua nava, în timp ce încerca să o scoată din o de golf.
În apele din largul insulei Lissa, echipajele britanice de pe navele inamice capturate făceau eforturi susținute de a-și proteja capturile; asupra lui Corona s-a tras puternic ca consecință a luptei sale cu Active și echipajul britanic lupta cu incendiul, cot la cot cu prizonierii lor italieni. Focul a fost adus în cele din urmă sub control, dar nu fără moartea a cinci oameni și rănirea gravă a mai multor alții atunci când catargul aprins s-a prăbușit. Probleme au fost și la bordul lui Bellona, unde căpitanul Duodo pusese la cale să aprindă magazia de praf de pușcă și să distrugă nava după capitulare. Duodo a fost rănit mortal în acțiune, astfel că i-a ordonat secundului să aprindă fitilul. Ofițerul a promis să facă aceasta, dar, în schimb, a predat echipajului britanic controlul asupra magaziei. Duodo a murit crezând că fitilul a fost aprins.
Și Hoste a rămas pe mare, în croazieră în avariata Amphion în afara razei de acțiune a  bateriilor de coastă de pe Lesina. Hoste era furios pe comportamentul ofițerilor de pe Flore și a trimis o notă la Lesina cerându-i să predea nava după cum indicase prin capitularea sa anterioară. Capitulând și apoi fugind, ofițerii de pe Flore au încălcat o regulă neoficială a conflictului naval în care o navă care își aruncă voluntar pavilionul este considerată predată inamicului, pentru a preveni continuarea pierderilor de vieți omenești în rândul echipajului. Flore a reușit să treacă nevătămată prin escadrila britanică numai pentru că era considerată predată, și a abuzat de acest obicei, ceea ce, în Marina Regală Britanică, era considerată o faptă reprobabilă și dezonorantă. Francezii de la Lesina nu au răspuns notei lui Hoste, iar escadrila britanică a fost în cele din urmă obligată să se întoarcă la Lissa să efectueze reparații.

## Urmări
Ambele părți au suferit pierderi grele. Navele britanice au pierdut 190 de oameni morți și răniți în luptă și apoi încă câțiva în incendiul de pe Corona. Căpitanii Hoste și Hornby au fost grav răniți și întreaga escadrilă britanică a necesitat reparații urgente înainte de a relua campania. În escadrila franceză și italiană, situația era și mai rea, deși nu se cunosc cu precizie cifrele pierderilor. Cel puțin 150 de oameni au murit pe Favorite fie în luptă, fie în naufragiu, și cei 200 de membri ai echipajului și pasageri care au supraviețuit au fost luați prizonieri. Bellona pierduse 70 de oameni, iar pierderile de pe Corona erau și ele grele. Dintre navele care au scăpat, se știe mai puțin despre numărul victimelor, dar toate au avut nevoie de reparații și întăriri înainte de a putea relua campania. Totalul pierderilor umane ale francezilor și italienilor este estimat la cel puțin 700. În rândul ofițerilor escadrilei combinate, pierderile au fost deosebit de mari, comodorul Dubourdieu și căpitanii Meillerie și Duodo fiind uciși, iar căpitanul Péridier grav rănit.
În perioada imediat următoare, Hoste a depus eforturi de a-i convinge pe francezi să predea nava Flore, eforturi respinse de căpitanul lui Danaé, care preluase comanda escadrilei franceze. Navele franceze și venețiene care au scăpat au fost ințial duse la Ragusa (Dubrovnik) așteptând aprovizionare pentru continuarea campaniei, dar o escadrilă britanică separată a descoperit și a scufundat nava de aprovizionare la Parenzo (Poreč), obligându-i pe francezi să se retragă din regiune. În Marea Britanie, acțiunea lui Hoste a primit multe laude; locotenenții escadrilei au fost toți avansați la gradul de comandor, iar căpitanii au primit toți o medalie comemorativă. Aproape patru decenii mai târziu, bătălia a fost recunoscută și prin emiterea baretelor Lissa pentru Medalia Serviciului General Naval⁠(d), acordată tuturor participanților britanici care mai trăiau în 1847. La sosirea în Regatul Unit, Corona și Bellone au fost reparate și apoi achiziționate pentru serviciu în cadrul Marinei Regale Britanice, Corona reconstruită fiind botezată HMS Daedalus⁠(en)[traduceți], iar Bellona devenind nava de transport trupe⁠(d) HMS Dover⁠(en)[traduceți]. Daedalus a revenit pe ape în 1812 sub comanda căpitanului Murray Maxwell⁠(d), dar a fost folosită mai puțin de un an, naufragiind în largul Ceylonului în iulie 1813.
Superioritatea numerică britanică în regiune a fost asigurată; atunci când întăririle franceze pentru regiunea Mării Adriatice au plecat din Toulon la 25 martie, ele au fost vânate și trimise înapoi în Franța de către căpitanul Robert Otway⁠(d) pe HMS Ajax⁠(en)[traduceți] înainte de a trece de Corsica. Tot restul anului 1811 însă, escadrilele britanice și franceze de fregate au continuat ciocnirile  de-a lungul Adriaticii, cea mai importantă luptă fiind acțiunea din 29 noiembrie 1811⁠(d), în care o a doua escadrilă franceză a fost distrusă. Acțiunea a avut efecte semnificative pe termen lung; distrugerea uneia dintre cele mai bine pregătite și mai bine conduse de escadrile ale Marinei Franceze și moartea agresivului Dubourdieu a distrus capacitatea francezilor de a lovi în Balcani împotriva Imperiului Otoman.

## Ordinea de luptă
| Escadrila căpitanului Hoste                    | Escadrila căpitanului Hoste | Escadrila căpitanului Hoste | Escadrila căpitanului Hoste | Escadrila căpitanului Hoste         | Escadrila căpitanului Hoste | Escadrila căpitanului Hoste | Escadrila căpitanului Hoste | Escadrila căpitanului Hoste | Escadrila căpitanului Hoste | Escadrila căpitanului Hoste |
| Nava                                           | Rangul                      | Tunuri                      | Marina                      | Comandantul                         | Victime                     | Victime                     | Victime                     | Note                        |                             |                             |
| Nava                                           | Rangul                      | Tunuri                      | Marina                      | Comandantul                         | Morți                       | Răniți                      | Total                       | Note                        |                             |                             |
| ---------------------------------------------- | --------------------------- | --------------------------- | --------------------------- | ----------------------------------- | --------------------------- | --------------------------- | --------------------------- | --------------------------- | --------------------------- | --------------------------- |
| HMS Activ⁠(d)                                   | Rangul cinci⁠(d)             | 38                          |                             | Căpitanul James Alexander Gordon⁠(d) | 4                           | 24                          | 28                          |                             |                             |                             |
| HMS Amphion⁠(d)                                 | Rangul cinci⁠(d)             | 32                          |                             | Căpitanul William Hoste⁠(d)          | 15                          | 47                          | 62                          |                             |                             |                             |
| HMS Volage⁠(d)                                  | Rangul șase⁠(d)              | 22                          |                             | Căpitanul Phipps Hornby⁠(d)          | 13                          | 33                          | 46                          |                             |                             |                             |
| HMS Cerberus⁠(d)                                | Rangul cinci⁠(d)             | 32                          |                             | Căpitanul Henry Whitby⁠(d)           | 13                          | 41                          | 54                          |                             |                             |                             |
| Victime: 45 de morți, 145 de răniți, 190 total |                             |                             |                             |                                     |                             |                             |                             |                             |                             |                             |

| Escadrila comodorului Dubourdieu | Escadrila comodorului Dubourdieu | Escadrila comodorului Dubourdieu | Escadrila comodorului Dubourdieu | Escadrila comodorului Dubourdieu                                                          | Escadrila comodorului Dubourdieu | Escadrila comodorului Dubourdieu                                                                                  | Escadrila comodorului Dubourdieu | Escadrila comodorului Dubourdieu | Escadrila comodorului Dubourdieu | Escadrila comodorului Dubourdieu |
| Nava | Rangul                           | Tunuri                           | Marina                           | Comandant                                                                                 | Victime                          | Notes |                                  |                                  |                                  |                                  |
| Divizia din direcția vântului | Divizia din direcția vântului    | Divizia din direcția vântului    | Divizia din direcția vântului    | Divizia din direcția vântului                                                             | Divizia din direcția vântului    | Divizia din direcția vântului                                                                                     |                                  |                                  |                                  |                                  |
| --- | -------------------------------- | -------------------------------- | -------------------------------- | ----------------------------------------------------------------------------------------- | -------------------------------- | --- | -------------------------------- | -------------------------------- | -------------------------------- | -------------------------------- |
| Favorite⁠(d) | Rangul cinci⁠(d)                  | 40                               |                                  | Comodorul Bernard Dubourdieu⁠(d)† Căpitanul Antonie-Francois-Zavier La Marre-la-Meillerie† | ~150                             | Naufragiată și distrusă.                                                                                          |                                  |                                  |                                  |                                  |
| Flore⁠(d) | Rangul cinci⁠(d)                  | 40                               |                                  | Căpitanul Jean-Alexandre Péridier                                                         | necunoscut                       | A capitulat, dar apoi s-a retras în siguranță.                                                                    |                                  |                                  |                                  |                                  |
| Bellona | Rangul cinci⁠(d)                  | 32                               |                                  | Căpitanul Giuseppe Duodo†                                                                 | ~70                              | Capturată și utilizată apoi de Marina Regală Britanică drept navă de transport trupe⁠(d) sub titulatura HMS Dover. |                                  |                                  |                                  |                                  |
| Divizia de pe direcția vântului |                                  |                                  |                                  |                                                                                           |                                  | |                                  |                                  |                                  |                                  |
| Danaé⁠(d) | Rangul cinci⁠(d)                  | 40                               |                                  | Căpitanul Villon                                                                          | necunoscut                       | |                                  |                                  |                                  |                                  |
| Corona⁠(d) | Rangul cinci⁠(d)                  | 40                               |                                  | Căpitanul Nicolò Pasqualigo⁠(d)                                                            | necunoscut                       | Capturată și utilizată apoi de Marina Regală Britanică sub titulatura HMS Daedalus⁠(d).                            |                                  |                                  |                                  |                                  |
| Carolina | Rangul cinci⁠(d)                  | 32                               |                                  | Căpitanul Giovanni Palicuccia sau Palincucchia                                            | necunoscut                       | |                                  |                                  |                                  |                                  |
| Escadrila lui Dubordieu a fost însoțită de bricul cu 16 tunuri Mercure, două goelete mici, Principessa Augusta și Principessa di Bologna, xebecul⁠(d) Eugenio și două canoniere (unul botezat Lodola), dintre care niciunul nu a intrat puternic în luptă. Escadrila transporta circa 500 de soldați ai Armatei Italiene sub comanda colonelului Alessandro Gifflenga. |                                  |                                  |                                  |                                                                                           |                                  | |                                  |                                  |                                  |                                  |
| Victime: circa 700 de morți, răniți și prizonieri |                                  |                                  |                                  |                                                                                           |                                  | |                                  |                                  |                                  |                                  |
| Surse: Gardiner, p. 173; Henderson, p. 112; James, p. 351; Smith, p. 356; Woodman, p. 253 |                                  |                                  |                                  |                                                                                           |                                  | |                                  |                                  |                                  |                                  |

Legendă
- Simbolul † indică faptul că ofițerul a murit în luptă sau în urma rănilor suferit.
- Navele sunt ordonate în succesiunea în care s-au format pentru luptă.
- = Marina Regală Britanică,  = Marina Franceză,  = Marina Regatului Italiei.